# Тива Капу, Дэвид
Дэвид Тива Капу (англ. David Tiva Kapu) — государственный и политический деятель Соломоновых Островов, генерал-губернатор (с 2024).

## Биография
Тива Капу получил степень магистра богословия в Тихоокеанском теологическом колледже. Он написал диссертацию, в которой анализировалась роль отношений церкви и государства на островах Нггела и Соломоновых островах в 1932—2007 годах.

## Карьера
Тива Капу служил академическим деканом богословского колледжа епископа Паттесона в Кохимараме, на Соломоновых островах.
В июне 2024 года он был единственным кандидатом, выдвинутым на пост следующего генерал-губернатора Соломоновых островов, представителя монарха в стране. Он был избран генерал-губернатором 17 июня 2024 года. Король Карл III дал согласие утвердить кандидатуру Капу и он вступил в должность 7 июля 2024 года.